# Suíça nos Jogos Olímpicos de Inverno de 2014

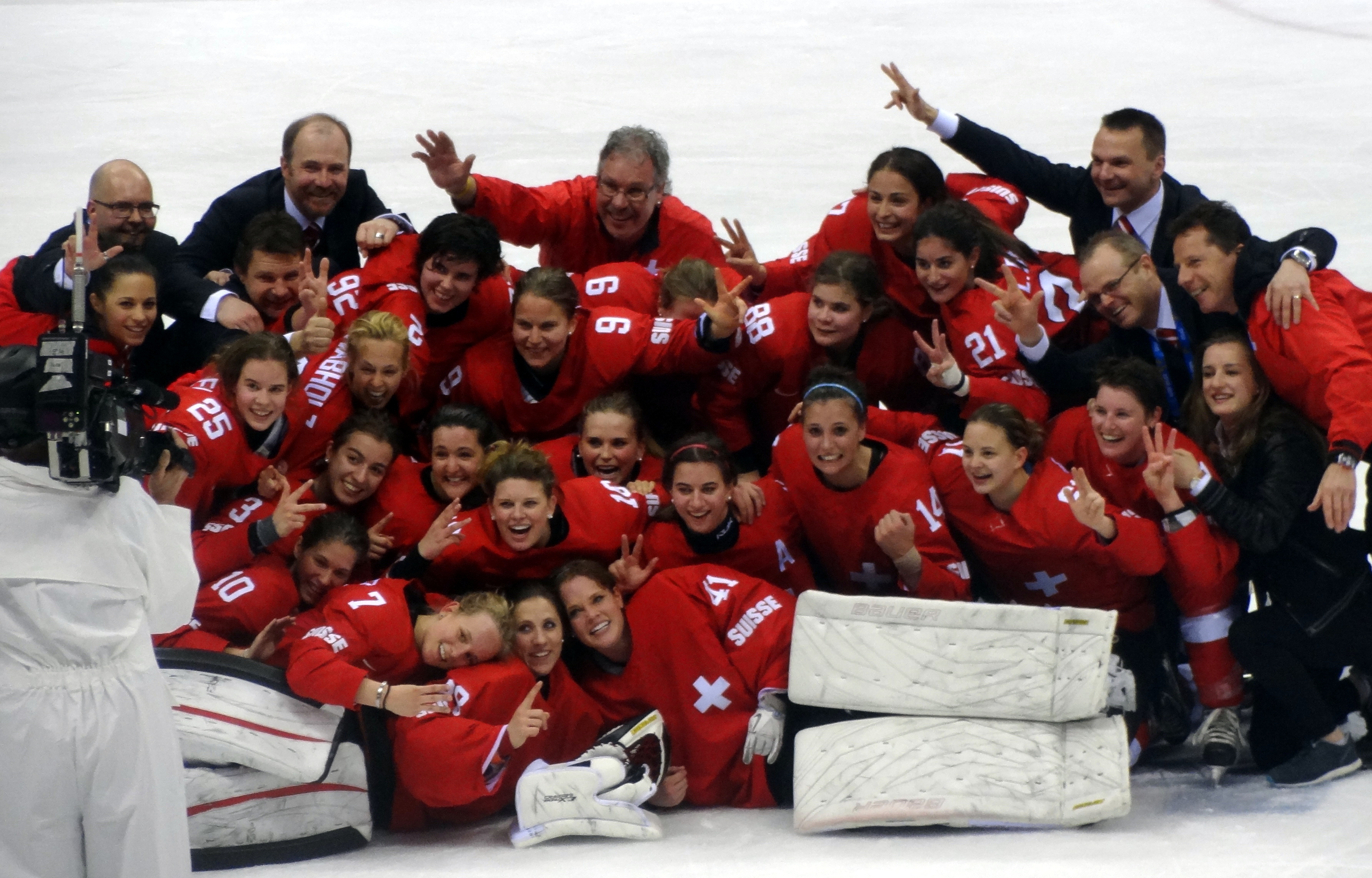
Equipe de hóquei no gelo feminino que conquistou a medalha de bronze

A Suíça participou dos Jogos Olímpicos de Inverno de 2014, realizados na cidade de Sóchi, na Rússia. Foi a vigésima segunda aparição do país em Olimpíadas de Inverno.

## Medalhas
| Atleta | Esporte             | Evento                            | Medalha |
| --- | ------------------- | --------------------------------- | ------- |
| Dario Cologna | Esqui cross-country | 30 km skiathlon masculino         | Ouro    |
| Iouri Podladchikov | Snowboard           | Halfpipe masculino                | Ouro    |
| Dominique Gisin | Esqui alpino        | Downhill feminino                 | Ouro    |
| Dario Cologna | Esqui cross-country | 15 km clássico masculino          | Ouro    |
| Sandro Viletta | Esqui alpino        | Combinado masculino               | Ouro    |
| Patrizia Kummer | Snowboard           | Slalom gigante paralelo feminino  | Ouro    |
| Alex Baumann Beat Hefti | Bobsleigh           | Duplas masculinas                 | Ouro    |
| Selina Gasparin | Biatlo              | Individual feminino               | Prata   |
| Nevin Galmarini | Snowboard           | Slalom gigante paralelo masculino | Prata   |
| Lara Gut | Esqui alpino        | Downhill feminino                 | Bronze  |
| Janine Alder Livia Altmann Sophie Anthamatten Laura Benz Sara Benz Nicole Bullo Romy Eggimann Sarah Forster Angela Frautschi Jessica Lutz Julia Marty Stefany Marty Alina Müller Katrin Nabholz Evelina Raselli Florence Schelling Lara Stalder Phoebe Stanz Anja Stiefel Nina Waidacher | Hóquei no gelo      | Feminino                          | Bronze  |

Legenda
| Recorde mundial      | Recorde mundial (World record)               |                       | Recorde africano                      | Recorde africano (African) |                                           | Q | Classificado por posição (Qualified) |
| Recorde olímpico     | Recorde olímpico (Olympic record)            | Recorde da América    | Recorde da América (Americas)         | q                          | Classificado por melhor tempo (Qualified) |   |                                      |
| Melhor marca do ano  | Melhor marca do ano (World leading)          | Recorde asiático      | Recorde asiático (Asian)              | DNS                        | Não largou (Did not start)                |   |                                      |
| Recorde nacional     | Recorde nacional (National record)           | Recorde europeu       | Recorde europeu (European)            | DNF                        | Não terminou (Did not finish)             |   |                                      |
| Recorde pessoal      | Recorde pessoal do atleta (Personal best)    | Recorde da Oceania    | Recorde da Oceania (Oceania)          | DSQ / DQ                   | Desclassificado (Disqualified)            |   |                                      |
| Recorde da temporada | Recorde da temporada do atleta (Season best) | Recorde sul-americano | Recorde sul-americano (South America) | NM                         | Sem marca (No mark)                       |   |                                      |